# Nosode
I nosodi sono una classe di rimedi utilizzati in omeopatia. Si tratta di quei preparati ottenuti a partire da materiale patologico, ad esempio da campioni prelevati dalle pustole di un paziente con una malattia della pelle o dalla mucosa di un paziente con una malattia respiratoria. Tali rimedi, ad altissime diluizioni, dovrebbero presentare efficacia terapeutica contro gli stessi disturbi che li hanno prodotti o disturbi simili, secondo il principio omeopatico similia similibus curantur. A differenza dei vaccini, il nosode si ripropone di «assicurare al paziente l'energia necessaria al mantenimento dell'equilibrio».
In passato i nosodi erano utilizzati nella medicina tradizionale. Nella medicina moderna hanno esclusivo valore storico e non è loro riconosciuta alcuna efficacia terapeutica.